# Pàvel Florenski
Pàvel Florenski   (Yevlakh, 9 de gener de 1882 (Julià) - óblast de Leningrad, 8 de desembre de 1937), nom complet Pàvel Aleksàndrovitx Florenski, rus: Па́вел Алекса́ндрович Флоре́нский, en armeni: Պավել Ֆլորենսկի, fou un sacerdot de l'Església Ortodoxa Russa, teòleg, filòsof, poeta, científic, polimàtic, enginyer i neomàrtir.